# Binjamin
Binjamin ist ein männlicher Vorname.

## Herkunft und Bedeutung
Beim Namen Binjamin handelt es sich um die picardische Form von Benjamin.
Außerdem ist Binjamin die deutsche Transkription des hebräischen Namens בִּנְיָמִין binjāmîn. Die englische bzw. internationale Transkription, auch des arabischen Namens بنيامين bnyamin, lautet Binyamin.

## Verbreitung
In Israel gehört der Name zu den beliebtesten Jungennamen. Im Jahr 2020 belegte er in den Vornamenscharts Rang 40.

## Bekannte Namensträger
- Ze'ev Binyamin Begin (* 1943), israelischer Politiker
- Binyamin Ze'ev Herzl (1860–1904), bürgerlich: Theodor, deutscher Schriftsteller und Begründer des Zionismus
- Ján Ludvík Hyman Binyamin Hoch (1923–1991), tschechoslowakisch-britischer Verleger, Unternehmer und Politiker
- Binyamin Ze’ev Kahane (1966–2000), israelischer Rabbiner
- Jonatan Binjamin Markowytsch (* 1967), Oberrabbiner von Kiew
- Binyamin Mintz (1903–1961), israelischer Politiker und Postminister
- Binjamin Mussaphia (* zwischen 1600 und 1606; † 11. Dezember 1674), Philologe und Autor
- Binjamin Netanjahu (* 1949), israelischer Politiker
- Binyamin Weidenfeld (1928–2002), Kommandeur der Israelischen Luftwaffe
- Avraham Binyamin Se'ew (1770–1850), deutscher Rabbiner und Talmudist
- Binjamin Segel (1866–1931), galizischer Autor
- Avraham Schmuel Binjamin Wolf Sofer (1815–1871), ungarischer orthodoxer Rabbiner
- Binyamin Stora (* 1950), französischer Historiker
- Binjamin Wilkomirski (* 1941), Pseudonym des Schweizers Bruno Dössekker